# Оцу
Оцу (јап. 大津市) град је у Јапану у префектури Шига. Према попису становништва из 2005. у граду је живело 301.664 становника.

## Становништво
Према подацима са пописа, у граду је 2005. године живело 301.664 становника.
| 1995.   | 2000.   | 2005.   |
| ------- | ------- | ------- |
| 276.332 | 288.240 | 301.664 |

## Партнерски градови
- Интерлакен
- Вирцбург